# GW-BASIC
GW-BASIC — диалект языка программирования Бейсик, разработанный компанией Microsoft на основе диалекта BASICA и первоначально предназначавшийся для компании Compaq. Он является совместимым с выпускавшимся Microsoft и IBM BASICA, но не требует наличия в ПЗУ компьютера интерпретатора BASIC (имевшегося на ранних моделях персональных компьютеров IBM). Он поставлялся с операционной системой MS-DOS для IBM PC-совместимых компьютеров. Также Microsoft продавала компилятор Бейсика BASCOM, совместимый с GW-BASIC, для приложений, требовавших большей скорости исполнения. Язык мог применяться для простых игр и программ ведения делопроизводства, и поскольку он поставлялся с большинством версий MS-DOS, он нередко становился первым языком, с которым сталкивался будущий программист
С выходом MS-DOS 5.0, GW-BASIC был заменён на QBasic, урезанную версию продававшегося Microsoft компилятора QuickBASIC.
В мае 2020 года исходный код на ассемблере Intel 8088 выложен под лицензией MIT.

## Возможности
Среда разработки GW-BASIC основана на командной строке, напоминающей Dartmouth BASIC. Часто используемые операторы доступны через функциональные клавиши, их значения отображаются внизу экрана. В GW-BASIC отсутствовали многие возможности структурного программирования, такие как локальные переменные и некоторые виды циклов, программы интерпретировались и потому выполнялись довольно медленно.
Все строки программы нумеровались. Вводимые ненумерованные строки исполнялись немедленно. По умолчанию, программы сохранялись в двоичном сжатом формате файла с заменой команд языка на идентификаторы, возможна была также запись в простой текстовой форме.
Имелась возможность использования джойстиков, мыши и светового пера. Предоставлялась возможность чтения-записи из файлов и COM-портов. Операции с кассетами не поддерживались. GW-BASIC мог воспроизводить простые мелодии через динамик компьютера с использованием операторов PLAY и SOUND; поддерживались звуковые возможности компьютера Tandy 1000, воспроизводившего трёхканальный звук.